# أفعال الدوقات النورمان

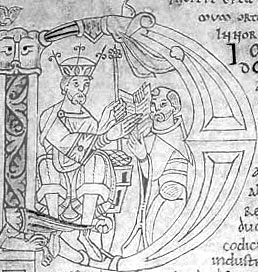

أفعال الدوقات النورمان (باللاتينية: Gesta Normannorum Ducum) هو كتاب من تأليف الراهب والمؤرخ ويليام جومييج قبل عام 1060. في 1070، طلب ويليام الأول من ويليام جومييج توسيع عمله ليشمل تفاصيل حقه في عرش إنجلترا. قام لاحقًا أورديريك فيتاليس (توفي 1142) وروبرت توريني (توفي 1186) بتوسيع الكتاب ليشمل التاريخ حتى هنري الأول.

## وصلات خارجية
- أفعال الدوقات النورمان: المجلد الثاني: الكتب 5-8